# U-Bahnhof I. P. Pavlova

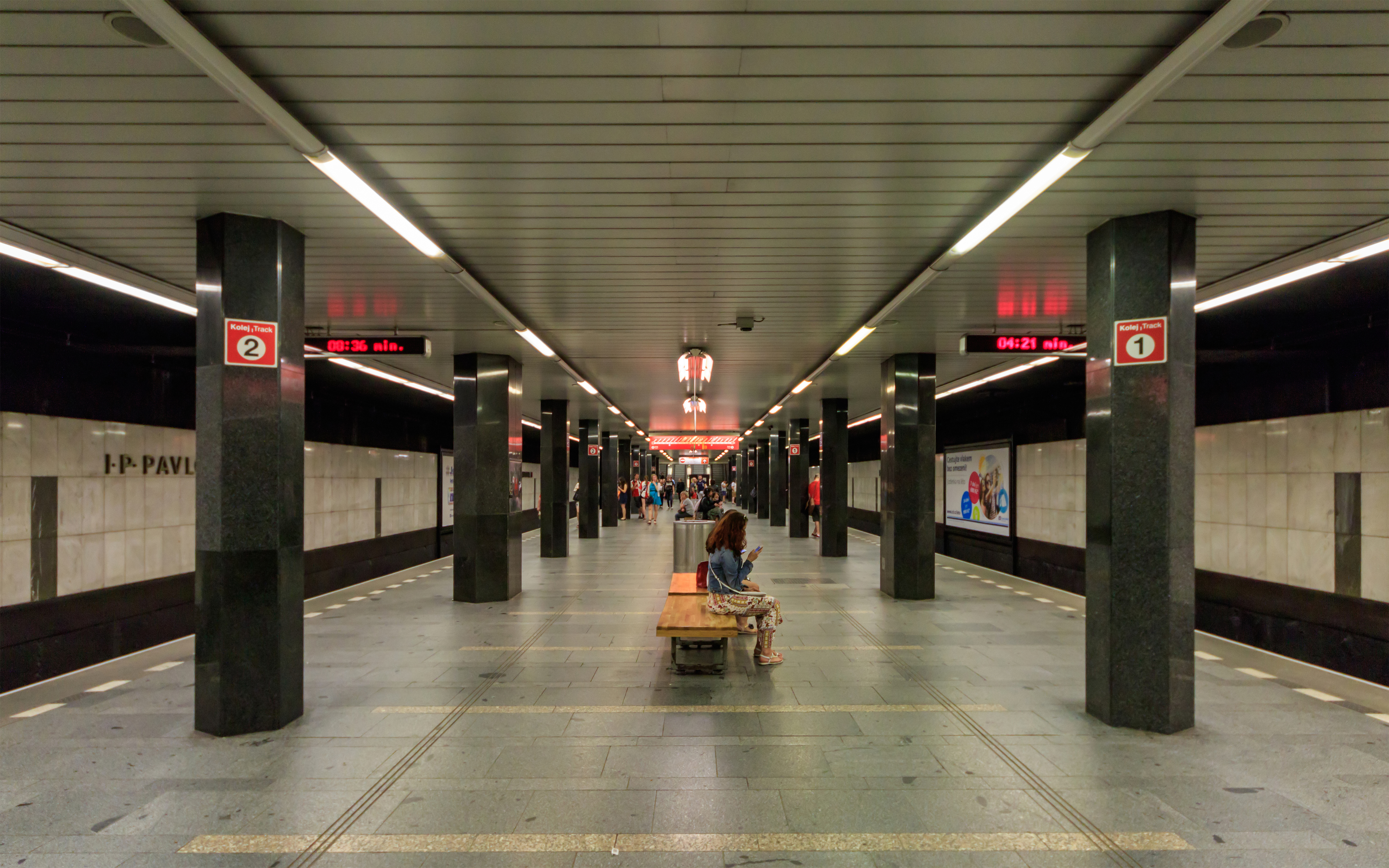
Bahnsteig

Der U-Bahnhof I. P. Pavlova ist eine Station der Prager Metrolinie C. Er liegt im Stadtteil Vinohrady (Prag 2) unterhalb des gleichnamigen Platzes, der nach dem russischen Mediziner Iwan Petrowitsch Pawlow benannt ist. I. P. Pavlová ist ein Umstiegsknoten mit Anbindung an sechs Straßenbahnlinien und die meistfrequentierte Metrostation der Stadt (2015).
Die Station wurde als Teil des ersten Streckenabschnitts der Linie C am 9. Mai 1974 eröffnet. Der Mittelbahnsteig befindet sich 19 Meter unter Straßenniveau und ist seit 2015 über einen Aufzug barrierefrei zugänglich.
Im satirischen Science-Fiction-Film Zítra vstanu a opařím se čajem von Jindřich Polák stellt ein Vestibül der Station eine Abflughalle für Zeitreisende dar.